# Das Grauen
Das Grauen è un film muto del 1920 diretto da Fred Sauer.

## Produzione
Il film fu prodotto da Frederic Zelnik per la Berliner Film-Manufaktur GmbH.

## Distribuzione
Distribuito dalla Wilhelm Feindt, uscì nelle sale cinematografiche tedesche nel marzo 1920.